# Brian Mansilla
Braian Ezequiel Mansilla (Rosario, 16 aprile 1997) è un calciatore argentino, attaccante dell'Orenburg.

## Carriera

### Club
Ha esordito nella prima divisione argentina con il Racing Club il 19 ottobre 2015.

### Nazionale
Ha giocato nella nazionale argentina Under-20.